# Grod
Grod lub Gordas – książę Hunów lub Protobułgarów zamieszkujących Półwysep Krymski w I połowie VI wieku do 528 roku.
Informacje dotyczące księcia Groda przekazują historycy bizantyńscy: Sokrates Scholastyk, Teofanes i Jan Malalas.  Zainteresowanie Bizancjum Krymem wiąże się z napływem na półwysep na początku VI wieku nowych osadników głównie Hunów i Protobułgarów. Ich pojawienie się doprowadziło do odrodzenia greckich miast we wschodniej Taurydzie i na Półwyspie Tamańskim, niegdyś centrum królestwa Bosporańskiego, które ucierpiały w czasie najazdu Hunów. Umocnienie wpływów bizantyńskich w tym rejonie przyniosło w następstwie misje chrześcijańskie przedsiębrane w celu nawracania Bułgarów i Hunów osiadłych na północy Kaukazu, o których wspomina Sokrates Scholastyk. W 528 roku pod wpływem misjonarzy bizantyńskich książę Grod zdecydował się przyjąć chrzest i w tym celu udał się do Konstantynopola. Na Krym powrócił już jako przedstawiciel cesarza (Justyniana I) na czele oddziału bizantyńskiego, który stanął w Kerczu (bizant. Bosporos). Jako sojusznik cesarza był obowiązany do przekazywania Bizancjum daniny, którą sciągał ze swych pooddanych i oddawał w bydle. Po powrocie do siebie na Krym stopił też pogańskie idole ze srebra i elektronu i przetopił je na sztabki, których użył jako pieniędzy. Jego współplemieńcy oburzeni takim świętokradztwem powstali przeciw niemu, zamordowali go, a na jego miejsce obrali wodzem jego brata Mugela. Wycięli też bizantyński garnizon w Kerczu. Przyniosło to w rezultacie bizantyńską interwencję na Krymie.

## Przekaz z kroniki bizantyjskiejTeofanesaz IX w.
"W tym samym roku (527-528) Gordas, król Hunów mieszkających niedaleko miasta Bosporos (obecnie Kercz) zwrócił się do cesarza (Justyniana I Wielkiego). Przyjął chrzest i nawrócił się. Cesarz uznał go za chrzestnego syna i obdarowawszy podarunkami, pozwolił mu wrócić do swoich, żeby bronił spraw Rzymian (Bizantyjczyków) i miasta Bosporos, które, ponieważ zamiast pieniędzmi płaciło Rzymianom roczną daninę bydłem, zwane było "Boon phoros" (przynoszące bydło). Stacjonował tam oddział wojsk rzymskich oraz trybun ku obronie miasta przed Hunami i by dopilnować składania danin. W mieście tym kwitł handel wymienny między Rzymianami i Hunami. Ochrzczony król Hunów wróciwszy do swoich, spotkał się z bratem, opowiedział mu o przyjaźni i hojności cesarza oraz o tym, że i sam się ochrzcił. Kazał pozbierać bałwany, które czcili Hunowie, a ponieważ były ze srebra i złota, przetopił je i wymienił w Bosporos na bizantyjskie pieniądze. Rozgniewani kapłani Hunów zmówili się z jego bratem i zabiwszy go, jego brata, zwanego Muageris, obrali królem, a ponieważ Rzymianie mieli do niego pretensje, ruszyli na Bosporos i wymordowali wojsko oraz trybuna Dalmatiosa. Dowiedziawszy się o tym, cesarz wysłał przeciwko nim wielkie wojska. Usłyszawszy to, Hunowie wynieśli się i ślad po nich zaginął. W Bosporos zapanował pokój i Rzymianie panowali nadal".